# I’m Ready (песня)
«I’m Ready» — песня британского исполнителя Сэма Смита и американской певицы Деми Ловато, выпущенная на Capitol Records 16 апреля 2020 года. Сэм и Деми совместно с Саваной Котечей и Питером Свенссоном являются авторами песни, а Илья Салманзаде спродюсировал «I’m Ready».

## История
В интервью Смит рассказал, что он вырос слушая и исполняя музыку Деми Ловато, называл ее «невероятным талантом» и «человеком, за все ее выступления в защиту людей». Также он рассказал, что уже в течение длительного времени идет подготовка к сотрудничеству с Деми. Смит также сказал, что он уже несколько лет общается с Ловато как с другом, и что их общий автор песен Савана Котечей пригласил ее в студию, что и привело к сотрудничеству.
9 апреля Смит в социальных сетях поделился совместным снимком с Деми Ловато с подписью «S + D 4 EVA». Также он подогревал публику в сетях, выложив твиттер «ВЫ ГОТОВЫ» с GIF-пометкой Деми Ловато, которая отображает инициалы Смита и ловато; Деми Ловата ответила «Я ГОТОВА». 13 апреля Сэм и Деми объявили название дуэта и дату его выхода.

## Композиция
Описанная Смитом как «ABBA 2020», «I’m Ready» — это поп песня с элементами диско. Сингл имеет «острое» звучание с элементами госпел и «басс» хора. С лирической точки зрения, это «песня о любви, приятной на ощупь», о «храбрости быть уязвимым для любви».

## Мнение критиков
«I’m Ready» получил в целом положительные отзывы от музыкальных критиков после релиза песни. Раиса Брунер из Time полагает, что в «I’m Ready» «пение дуэта загорелось с новой силой», и похвалила за «эмоциональную витрину» двух вокалистов, сказав что «Смит и Ловата участвуют здесь в соревновании». Она также отметила, что элементы песни, «вздымающий госпел хор и сочная басовая секция», создают «летний поп-мэшап». Джуда Чарльз Лоттер из MEAWW поставил высокую оценку песни и музыкальному видео, написав, что «Сэм Смит и Деми Ловато создают магию в прекрасном заразительном видео, вдохновленным Олимпийскими играми». Лоттер был особенно впечатлен вокальным исполнением в последней сцене клипа: «Финальная сцена показывает Смита и Ловата, находящимися бок о бок на пьедестале почета, с несколькими гимнастами, выступающими поблизости на церемонии награждения, и они оба демонстрируют богатый вокал вместе с хором на бэк вокале.» Он сказал, что и Ловато и Смит «бесподобно используют "вокальную гимнастику" вместе с идеальным попаданием в тон. Кажется, что они заставляют ждать фанатов этого совместного проекта достаточно долго, чтобы те вспыхнули словно Олимпийский огонь от возбуждения, когда наконец-то смогли услышать песню», так как «вместе они звучат чрезвычайно великолепно».

## Музыкальное видео
Музыкальный клип вышел 17 апреля 2020 года. Режиссером видео стала Жора Францис, которая известна по своей работе над музыкальным клипом 2019 года «Money» Карди Би. Музыкальное видео начинается с того, что Смит борется с другим мужчиной на борцовском коврике, в этот момент он поет о «терпеливом ожидании прекрасного любовник» и клянется, что «рискнет сегодня вечером» с кем-то новым. В следующей сцене Смит готовится к 100-метровому спринту; он вместе с гламурными соперниками срывается со старта на высоких шпильках, в объемных юбках и безупречном макияже на лице. Средиэтих конкурентов были Валентина, Джиджи Гуд, Ди ТранниБир, Алок Вэйд-Менон, Ши Даймонд и Джеффри С. Уильямс. Второй куплет исполняет Деми Ловата; она стоит и поет на краю трамплина над бассейном с водой, когда вокруг нее пловцы ныряют в бассейн. В кульминационный момент песни, они вместе поют на церемонии награждения гимнастов, находясь на вершине пьедестала почета.
Перед премьерой клипа Деми Ловата и Сэм Смит вспоминали запись песни в совместном видеочате.

## Чарты
| Чарт (2020)                                | Лучшая позиция |
| ------------------------------------------ | -------------- |
| Австралия (ARIA)                           | 25             |
| Австрия (Ö3 Austria Top 40)                | 56             |
| Бельгия/Фландрия (Ultratip Bubbling Under) | 3              |
| Бельгия/Валлония (Ultratip Bubbling Under) | 13             |
| Канада (Billboard Canadian Hot 100)        | 30             |
| Канада (Billboard CHR/Top 40)              | 25             |
| Канада (Billboard Hot AC)                  | 37             |
| Хорватия (HRT)                             | 29             |
| Чехия (Singles Digitál Top 100)            | 50             |
| Эстония (Eesti Ekspress)                   | 39             |
| Франция (SNEP)                             | 196            |
| Германия (GfK)                             | 66             |
| Греция (IFPI)                              | 61             |
| Венгрия (Stream Top 40)                    | 27             |
| Италия (FIMI)                              | 70             |
| Japan Hot Overseas (Billboard)             | 12             |
| Литва (AGATA)                              | 30             |
| Нидерланды (Dutch Top 40)                  | 19             |
| Нидерланды (Single Top 100)                | 48             |
| Новая Зеландия (Recorded Music NZ)         | 28             |
| Ирландия (IRMA)                            | 13             |
| Норвегия (VG-lista)                        | 31             |
| Сингапур (RIAS)                            | 30             |
| Швеция (Sverigetopplistan)                 | 34             |
| Швейцария (Schweizer Hitparade)            | 35             |
| Великобритания (OCC UK Singles)            | 20             |
| США (Billboard Hot 100)                    | 36             |
| США (Billboard Adult Pop Airplay)          | 36             |
| США (Billboard Pop Airplay)                | 24             |
| США Rolling Stone Top 100                  | 19             |

## Серификация
| Регион                                                                      | Сертификация  | Продажи |
| --------------------------------------------------------------------------- | ------------- | ------- |
| Австралия (ARIA)                                                            | Платиновый    | 70 000  |
| Бразилия (ABPD)                                                             | 2× Платиновый | 80 000  |
| Канада (Music Canada)                                                       | Золотой       | 40 000  |
| Новая Зеландия (RMNZ)                                                       | Золотой       | 15 000  |
| Великобритания (BPI)                                                        | Серебряный    | 200 000 |
| США (RIAA)                                                                  | Золотой       | 500 000 |
| Данные о продажах + прослушиваниях приведены только на основе сертификации. |               |         |

## История релиза
| Регион         | Дата           | Формат                                           | Лейбл     | Ref.   |
| -------------- | -------------- | ------------------------------------------------ | --------- | ------ |
| Весь мир       | 16 апреля 2020 | Цифровое скачивание музыки Потоковое мультимедиа | Capitol   | [ 50 ] |
| Италия         | 17 апреля 2020 | Contemporary hit radio                           | Universal | [ 51 ] |
| Великобритания | 17 апреля 2020 | Contemporary hit radio                           | Capitol   | [ 52 ] |
| Великобритания | 17 апреля 2020 | Adult contemporary radio                         | Capitol   | [ 53 ] |
| Австралия      | 17 апреля 2020 | Contemporary hit radio                           | Capitol   | [ 54 ] |